# Classification de la langue catalane

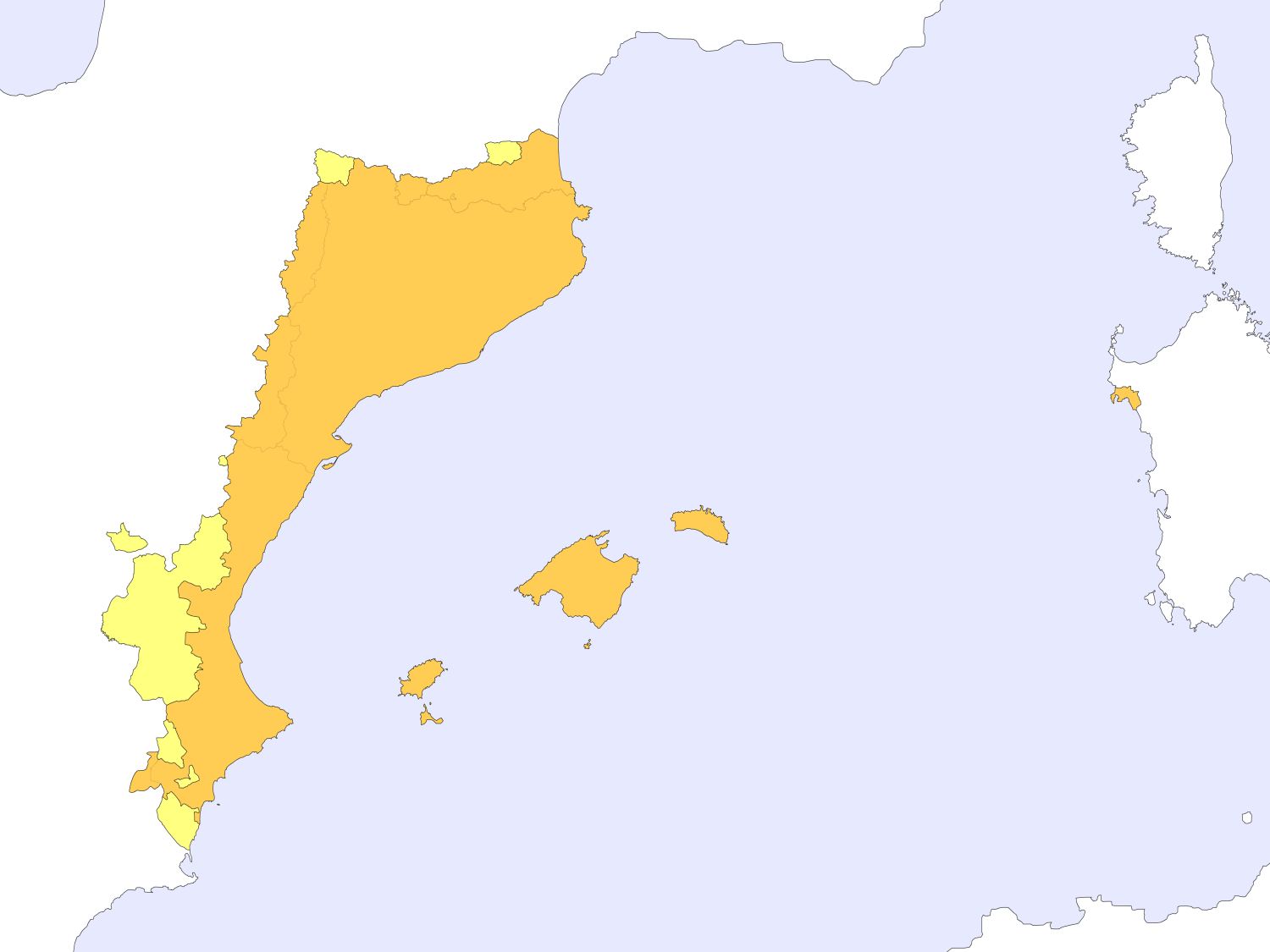
Pays catalans.

La classification du catalan dans l'ensemble des langues romanes est une question débattue depuis les origines de la linguistique moderne.
Le catalan appartient à la branche romane occidentale des langues indo-européennes,, mais son classement plus précis dans l’ensemble roman a fait l’objet de plusieurs polémiques, portant sur la question de savoir s’il devait être rattaché au gallo-roman ou à l’ibéro-roman, et s’il devait être considéré comme une langue indépendante de l’occitan ou comme un dialecte de celui-ci,,.
Le fait que la littérature catalane fût écrite en occitan jusqu’au XVe siècle, que certains écrivains contemporains et manifestations populaires revendiquent l'héritage de la langue d’oc médiévale ont contribué à la confusion,,.
Un premier débat a eu lieu autour de 1920, puis il a repris vigueur à partir des années 1960 et 1970, en lien avec l’émergence de la dialectométrie. Il n’est toujours pas tranché, et il est délicat de prétendre y mettre fin, étant donné qu'il n’y a pas de consensus sur la définition de frontière au sein des grands continuums linguistiques, et que les conclusions obtenues sont fondamentalement conditionnées par un choix de critères qui pourront paraître arbitraires en fonction de l’opinion des chercheurs qui les mettent en œuvre,.

## Langue ou dialecte
Plusieurs auteurs de renom ont soutenu que le catalan était un dialecte occitan au cours des premières décennies de la linguistique moderne : les romanistes Wilhelm Meyer-Lübke, Friedrich Christian Diez — considérés comme des pères de la romanistique —, Gerhard Rohlfs, Oskar Schultz-Gora (de), Édouard Bourciez, Alfred Morel-Fatio, l’écrivain catalan Manuel Milà i Fontanals — figure phare de la Renaixença, le mouvement de « renaissance » de la langue catalane — et le lexicographe baléare Antoni Maria Alcover — principal impulseur du Diccionari català-valencià-balear —,,,,. Dans la première édition de Grammatik der romanischen Sprachen (« Grammaire des langues romanes », 1836), Diez reconnaît 6 langues romanes (italien, roumain, français, provençal, espagnol et portugais).
Toutefois, une série de travaux ultérieurs apportèrent de nouvelles perspectives, ouvrant le débat sur la question de l’hispanité de la langue catalane, hypothèse notamment défendue par le linguiste suisse Heinrich Morf (en), ou d’autres apportant de nouvelles données sur la frontière entre le roussillonnais et le languedocien. Plus tard, le philologue suisse Walther von Wartburg, commentant un travail de Meyer-Lübke, affirmait qu’« il est incompréhensible que le catalan apparaisse ici encore comme un dialecte du provençal. […] on ne peut pas non plus le considérer lié à l’espagnol, car il en diffère autant que le portugais […] ; sans doute il faut le considérer comme une langue spéciale ». De même, Friedrich Diez révisa ses positions dans la deuxième édition de sa grammaire, en 1856 ; dans la troisième édition publiée en 1863 il déclare ainsi : « la langue catalane […] n’est pas exactement avec le provençal dans le rapport d’un dialecte ; c’est plutôt un idiome original allié de près à celui-là »,,,. Meyer-Lübke rejoint finalement cette position en 1925 avec la publication de Der Katanische.
En 1950, le philologue castillan Vicente Diego de Navarro affirmait qu’une « connaissance superficielle du catalan a propagé l’idée que le catalan est une déformation du provençal, alors que la vérité est qu'il a une physionomie particulière »
L’idée que le catalan est une langue proche mais indépendante de l’occitan fait depuis longtemps l’objet d’un consensus au sein des spécialistes, mais la question de sa classification a fait l'objet d’autres débats et polémiques,.

## Langue gallo-romane ou ibéro-romane
Une bonne partie des traits évolutifs différentiels du catalan par rapport à l’occitan sont communs avec le castillan. Par exemple :
- la conservation du ū latin en u[19] (contre [y] en gallo-roman, sous influence germanique, mais il s’agit d’une évolution relativement tardive en occitan) ;
- réduction de la diphtongue latine au[19], maintenue en occitan et partiellement en ancien français : aucĕllu(m) (« oiseau ») > ocell, contre aucèl en languedocien (aucèu en provençal moderne, ausèth en gascon), oisel en ancien français ;
- palatalisation de -ll- (> [ʎ]) et -n- (> [ɲ]) mais simplification en gallo-roman[19] : vīlla(m) > villa en catalan et castillan, vila en occitan, ville ([ˈvil]) en français ; caballu(m) > cavall ([kəˈβaʎ] ct., [kaˈvaʎ] val.), occitan caval / cavau (mais cavath ou plus résiduellement cavalh en gascon[20]), français cheval.

Sur le plan du lexique, plusieurs termes anciens révèlent une affinité du catalan avec les solutions ibéro-romanes, par exemple : casa « maison », despertar « réveiller », callar « se taire », tia « tante », apagar « éteindre », germà « frère », arena « sable » ou encore l’absence de descendant populaire du latin ungĕre. Au niveau de la morphologie, une différence notable est la quasi-inexistence du système casuel simplifié à deux cas — cas sujet et cas oblique —, bien attesté en français et occitan médiévaux jusqu’au XIIIe siècle, mais dont on ne retrouve que des traces isolées dans quelques textes catalans primitifs, qui sont peut-être des occitanismes.
Sur cette base, deux écoles se distinguent au sein des premiers romanistes : celle, majoritaire et représentée notamment par Meyer-Lübke et Antoni Griera (ca), qui, avec des arguments différents, défendent l’affiliation du catalan au groupe gallo-roman, et celle incarnée par Ramón Menéndez Pidal, père de la philologie hispanique, qui rattache le catalan à l’ensemble ibéro-roman,.
Ce dernier s’appuie sur des « principes géographico-chronologiques » suivant lesquels il affirme que tous les parlers romans de la péninsule Ibérique présentent un ensemble de coïncidences fondamentales dans leur étape initiale de formation. Par exemple, sur le plan du vocalisme, il soutient que, à l’exception du castillan (qui à l’époque n’a qu’une extension très réduite), tous les idiomes de l’Hispanie présentent une unité fondamentale, y compris le mozarabe, pourtant extrêmement peu documenté. Il soutient également que la palatalisation de l- initial en [ʎ] du catalan constitue un trait « fondamentalement hispanique » car il se retrouve également en asturléonais.
En 1924, Pierre Fouché, dans sa thèse doctorale consacrée au roussillonnais, soutient que « le roussillonnais s’est développé d’une façon qui lui est propre », les influences du languedocien ou des autres parlers catalans n’ayant qu’une part « minime », ce qui conforte l’idée de l’indépendance du groupe catalan, intermédiaire entre les deux blocs.
Si en 1927, le linguiste navarrais Amado Alonso soutient que le problème de la classification du catalan est encore ouvert, plus tard il se montre plus critique envers les termes mêmes de gallo-roman et d’ibéro-roman : si l’on entend par « ibéro-roman » celui de « langue enclavée en Ibérie ou langue romane de substrat ibérique », dans ce cas le catalan doit être considéré comme une langue ibéro-romane car la thèse inverse, qui fut un temps défendue par Meyer-Lübke — soutenant que le substrat originel de la Tarraconaise avait été substitué par un repeuplement venu de la Narbonnaise au VIIIe siècle dans le cadre de l’invasion omeyyade en France —, ne correspond pas aux connaissances historiques et linguistiques.
Selon le linguiste valencien Germán Colón et le baléare Francesc de Borja Moll, il fut démontré que cette querelle était vaine et relevait davantage de motivations identitaires que de critères purement linguistiques,,. Certains participants à la polémique ont suivi une logique qui voulait que le catalan doive être rattaché clairement soit au gallo-roman, soit à l'ibéro-roman,.
Les traits strictement ibéro-romans du catalan restent néanmoins limités, et l’affiliation à cette branche est difficilement défendable, sauf à se limiter à des critères strictement géographiques. La palatalisation de l- initial commune au catalan et à l'astur-léonais s'explique peut-être par l’influence d’un vieux substrat sorothaptique (indo-européen)[page à préciser].

## Propositions ultérieures
Par la suite, Gerhard Rohlfs développe une théorie postulant l'unité fondamentale des parlers romans « pyrénéens », schématiquement compris entre l’Èbre et la Garonne (haut aragonais, catalan, gascon et occitan).
Parallèlement, Amado Alonso élabore une thèse plus large encore, selon laquelle le catalan participe d’un vaste ensemble incluant toutes les langues romanes occidentales à l'exception du français (au sens large, c’est-à-dire englobant les langues d’oïl). Selon lui, de la même manière que le roumain occupe une place à part dans l’ensemble roman oriental à cause de circonstances historiques particulières, le français se distingue du reste de la Romania occidentale par une faible romanisation, qui se traduit par une plus grande influence du substrat celtique, ainsi que par une germanisation accrue. Ainsi, selon Alonso « le provençal [occitan], sans cesser d’être gallo-roman, forme un groupe avec le catalan, qui ne cesse pas d’être ibéro-roman, avec le castillan et avec le portugais. Tous réunis, ils forment avec l’italien le groupe des langues fidèles (en comparaison avec le français) au type latin »,.
Entre les années 1960 et 1970, l’occitaniste et écrivain gascon Pierre Bec élabore une nouvelle classification des langues romanes, autour du concept de « langues occitano-romanes » comme sous-ensemble du gallo-roman divisé en trois parties : occitan (regroupant nord-occitan et occitan moyen), gascon et catalan,,. Dans des travaux ultérieurs, il prolonge cette idée à travers une « division supralectale » de l’occitan, avec un groupe aquitano-pyrénéen rassemblant le gascon et le catalan.
Peu de temps après cette proposition, Henri Guiter, directeur de l’Atlas linguistique des Pyrénées Orientales publié en 1966, qui a marqué un jalon important dans la connaissance des parlers de la zone et confirmé l’existence d’une frontière bien marquée entre roussillonnais et languedocien, l’a vigoureusement rejetée.
La taxinomie de Bec permet de résoudre certains écueils de la classification traditionnelle, avec l’avantage notable de donner une place à part au gascon, qui est également problématique de ce point de vue. Elle a rencontré un certain écho, notamment sur les forums, et est de plus en plus fréquemment reprise (en 2010).
D’autres auteurs ont repris le nouveau regroupement élaboré par Bec, mais en envisageant l’ensemble occitano-roman comme séparé du gallo-roman. Ce point de vue est justifié par le consensus sur l’existence d’un substrat relativement uniforme commun au bloc occitano-catalan, et qui n’est pas applicable au gallo-roman. Dans cette optique, les notions traditionnelles de gallo-roman et d’ibéro-roman sont considérés comme « artificielles ».
L’idée d’un nouveau découpage peut d’une part être critiquée car elle ajoute une complexité peut-être dispensable, mais elle facilite d’autre part le travail de classification en permettant de faire apparaître certaines affinités difficiles à percevoir d’une autre manière.

## État de la question
Il est admis que le catalan fait son apparition au sein de la famille gallo-romane et que le catalan littéraire jusqu’au XIIe siècle est profondément influencé par la langue des troubadours, sorte de koinè d'occitan alors connue sous la dénomination de « provençal » ou « limousin », différente de la langue parlée par le peuple.
L’idée du philologue catalan Antoni Maria Badia i Margarit de considérer le catalan comme une langue « pont entre la France et la péninsule Ibérique » paraît raisonnable et présente un avantage méthodologique notable, applicable à de multiples autres cas de la Romania, car chercher à qualifier absolument un idiome en termes essentialistes est non seulement difficile mais aussi source d’erreurs.
Selon le romaniste allemand Georg Bossong (de) « L’exemple du catalan montre que les problèmes de classification émergent à deux niveaux : au niveau des unités de base devant être classées, à savoir les langues individuelles ; et au niveau de la combinaison de ces unités dans des groupes plus grands. Des problèmes de ces deux types ont lieu dans tous les coins de la Romania ».
Le catalan montre une indéniable affinité avec le groupe gallo-roman, mais il présente également une série de traits distinctifs (propres ou ibériques) qui tendent à le faire considérer comme un élément nettement caractérisé au sein de cet ensemble, avec une frontière très compacte que des facteurs géographiques seuls peinent à expliquer et qui invalident l’idée d’une forme d’occitan importée. Si le catalan primitif se différenciait peu de l'occitan et était à strictement parler une « langue d’oc », cette proximité reste difficile à évaluer précisément. Les circonstances politiques, avec l'abandon des territoires occitanophones de la couronne d'Aragon au début du XIIIe siècle accentueront encore l'influence ibérique et contribueront à lui conférer une physionomie distinctive. Dans l’actualité, le catalan est majoritairement décrit comme une langue intermédiaire entre les groupes gallo-roman et ibéro-roman,, tout en admettant souvent une plus grande affinité avec le premier, surtout dans ses origines,,, ou bien, par certains de ceux qui rejettent la classification traditionnelle, comme un élément du diasystème occitano-roman.